# Zamek kołowy

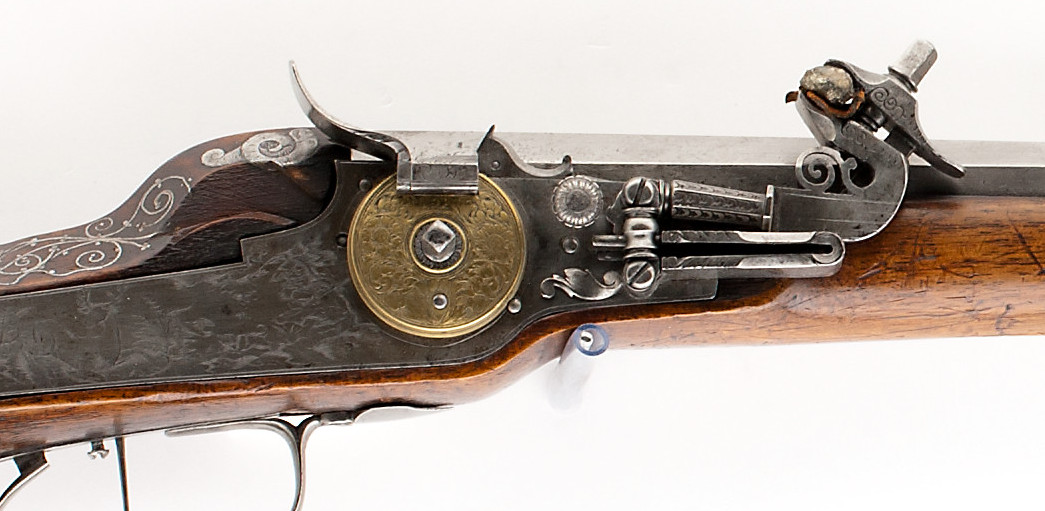
Zamek kołowy, XVII w

Zamek kołowy (krzosowy) – zamek stosowany w dawnej broni strzeleckiej (odprzodowej, rozdzielnego ładowania), wykorzystujący do zainicjowania wystrzału iskry powstające w wyniku obrotu koła ocierającego się o piryt. Stosowany od XVI do XVII wieku.

## Charakterystyka

Schemat zamka kołowego

W zamku kołowym zapłon prochu na panewce inicjowany jest przez iskry powstające w wyniku obrotu karbowanego koła ocierającego się o kawałek pirytu który zamocowany jest w szczękach kurka. W celu przygotowania broni do strzału, należało najpierw nakręcić sprężynę koła za pomocą klucza. Naciśnięcie spustu zwalniało sprężynę i powodowało obrót koła krzeszącego iskry zapalające proch podsypany na panewce. Następnie płomień z panewki poprzez otwór zapałowy z boku lufy dostawał się do komory nabojowej powodując zapłon ładunku miotającego i wystrzał.

## Historia
Do niedawna uważano, że zamek wynalazł Johann Kiefuss w 1517 r. Ta kwestia była trudna do rozstrzygnięcia. Pierwsze niemieckie rysunki zamka kołowego pochodzą z początku XVI w., ale wydają się współczesne szkicom Leonarda da Vinci, a interpretacja jego notatek i broni palnej z tego okresu, również sprawiała trudności. Ostatnio uzyskano informacje, że da Vinci zaczął pracować nad zamkiem kołowym około 1493 r. Historyk Claude Blair odkrył, iż w prowincji Friuli w północnych Włoszech zaczęto wytwarzać zamki kołowe najpóźniej w 1510 r., a Leonardo pracował tam przez pewien czas wykonując pomiary związane z fortyfikacjami na miejscowym zamku.
Następnie został rozpowszechniony w Europie. Z uwagi jednak na skomplikowaną i delikatną konstrukcję oraz podatność na uszkodzenia, a także na niedogodność procedury nakręcania, nie wyparł całkowicie wcześniejszego zamka lontowego. Stosowany głównie w arkebuzach, pistoletach i broni myśliwskiej, wyparty został w XVII wieku przez prostszy i pewniejszy zamek skałkowy.